# Cricetulus longicaudatus
Cricetulus longicaudatus, el hámster enano de cola larga, es una especie de roedor de la familia Cricetidae.

## Distribución geográfica
Se encuentra en China, Kazajistán, Mongolia y Rusia. 